# Oroluk
Oroluk  es un municipio de Estados Federados de Micronesia, en el estado de Ponapé. En la actualidad se encuentra casi deshabitado, con solo 10 personas viviendo en él.